# Plaza de la Perla

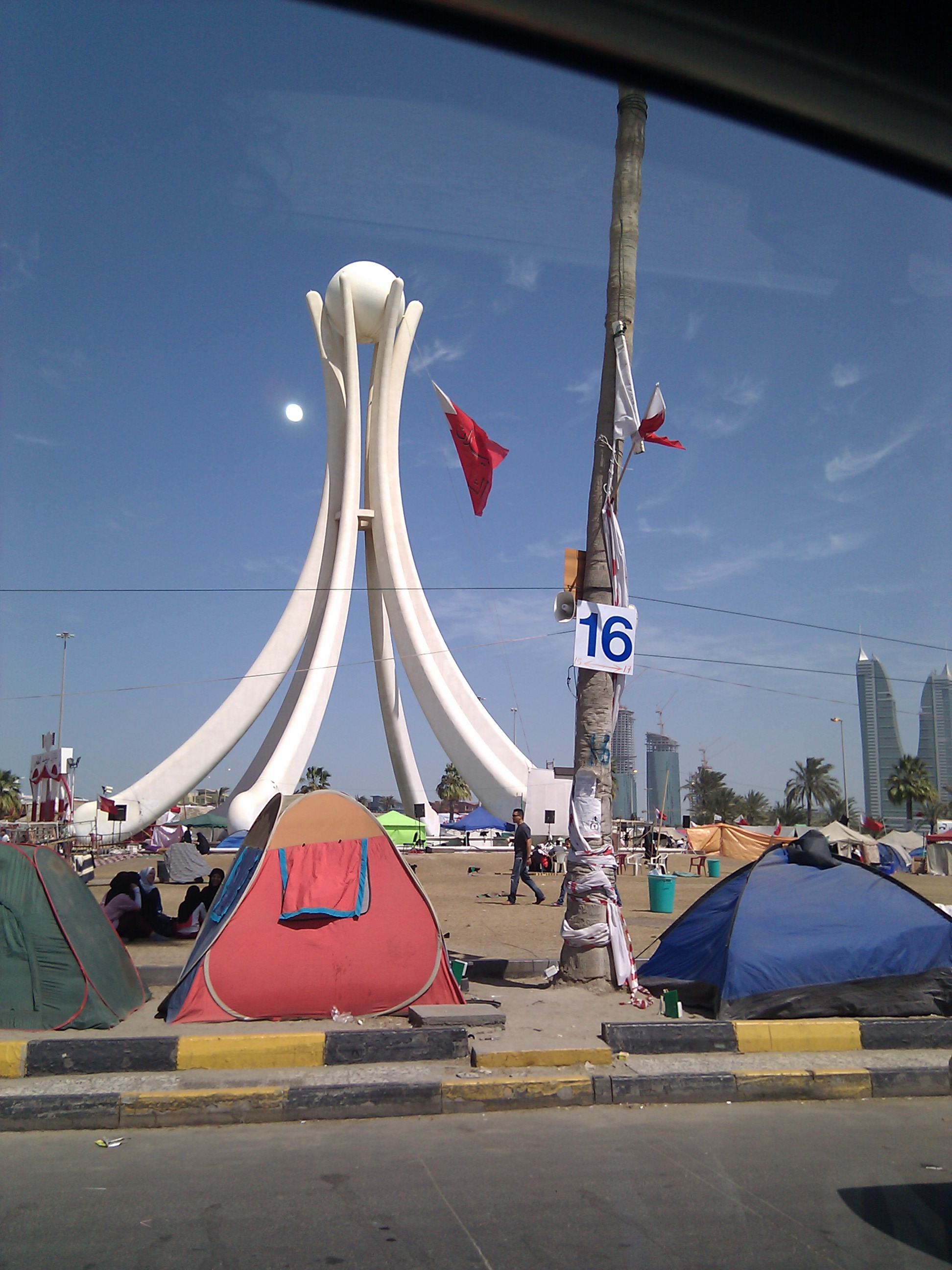
Opositorees al régimen acampados enfrente de la Plaza de la Perla días antes de que fuera demolida.

Plaza de la Perla (en árabe: دوار اللؤلؤ‎, Dawār al-luʾluʾ, "Plaza de las perlas") es el nombre popular por el que se conoce a Plaza del Consejo de Cooperación del Golfo, una plaza cerca del distrito financiero de Manama, Baréin. 
La plaza se encuentra en el centro de la capital Manama, tiene a sus alrededores el Mercado Central de Baréin, Marina, además de un complejo de apartamentos de lujo construidos después conocidos como Abraj Al-Lulu (Torres de la Perla). También cerca de la plaza se encuentra el Bahrain World Trade Center o el distrito financiero y portuario de Baréin.

## Historia
El característico monumento de la Perla en la plaza, previamente estaba rodeado por un círculo, fue erigido en 1982 en honor a la primera reunión en el país del Consejo de Cooperación del Golfo.
Durante las protestas en Baréin de 2011, dentro del marco de las revoluciones y protestas en el mundo islámico de 2010-2011, la plaza ha sido un símbolo a menudo comparado a la plaza Tahrir del Cairo. El 16 de marzo el gobierno intervino junto con efectivos internacionales del mismo Consejo de Cooperación del Golfo al que estaba dedicado el monumento, desalojando la plaza y días después, durante la mañana del 18 de marzo, las autoridades derribaron el monumento.
Después de su polémica destrucción y según las autoridades locales, la plaza será reemplazada por semáforos para solucionar la congestión del tráfico de automóviles en el distrito financiero de la ciudad.